# Trampled By Lambs and Pecked by the Dove
Trampled by Lambs and Pecked by the Dove es un álbum con demos compuestas y grabadas por Trey Anastasio (Phish) y Tom Marshall en Vermont en 1997. Muchas de las canciones del disco después aparecieron como versiones más trabajadas en los álbum de Phish Farmhouse y The Story of the Ghost.

## Lista de canciones
- Todas las canciones compuestas por Trey Anastasio y Tom Marshall, excepto donde se indique lo contrario.

1. «Brian and Robert» - 1:40
2. «Limb by Limb» (Anastasio, Herman, Marshall) - 3:58
3. «Blue and Shiny» - 2:06
4. «Twist» - 2:34
5. «Wading in the Velvet Sea» - 2:01
6. «Farmhouse» - 3:19
7. «Saw It Again» - 2:47
8. «Piper» - 0:48
9. «Flat Tornadoes» - 0:48
10. «I Don't Care» - 1:09
11. «Windora Bug» - 0:57
12. «No Regrets» - 1:36
13. «Water in the Sky» - 2:13
14. «Heavy Things» (Anastasio, Herman, Marshall) - 2:37
15. «Never» - 1:46
16. «Vultures» (Anastasio, Herman, Marshall) - 2:30
17. «Ghost» - 2:01
18. «Dirt» (Anastasio, Herman, Marshall) - 3:18
19. «Driver» - 2:19
20. «Sleep» - 2:14
21. «Olivia's Pool» - 1:54
22. «Somantin» - 3:15
23. «Bug» - 4:13
24. «Name» - 1:49
25. «Dogs Stole Things» - 2:00